# Gamla Svinesundsbron

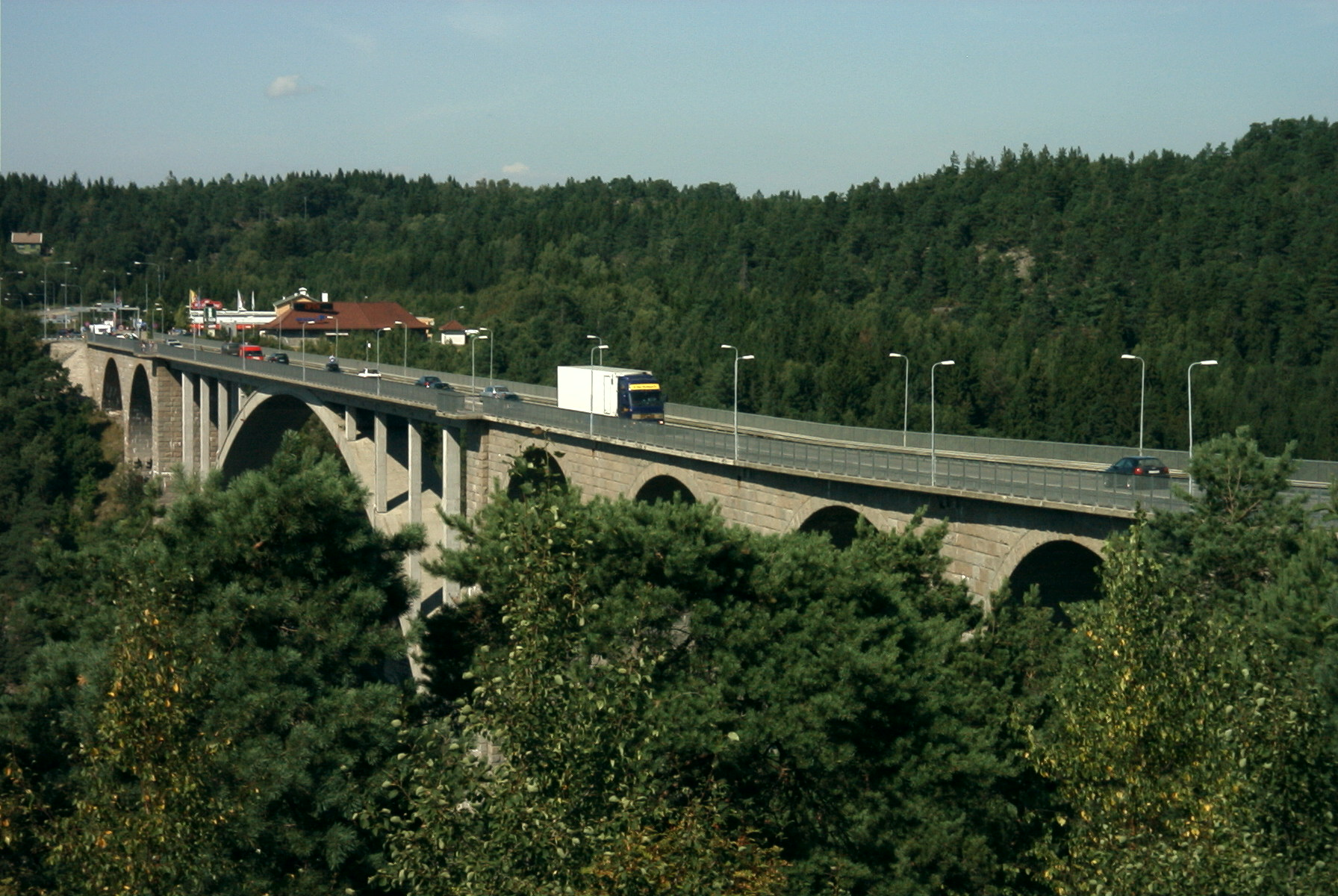
Gamla Svinesundsbron i augusti 2003.

Gamla Svinesundsbron är en kombinerad valvbro (ändspannen) och bågbro (huvudspannet) över sundet Svinesund, vilket utgör gräns mellan Sverige (Strömstads kommun i Västra Götalands län) och Norge (Haldens kommun i Østfold fylke). Bron byggdes invigdes 1946 och är 420 meter lång, med en segelfri höjd på 58 meter. 2005 kompletterades den med en ny bro.

## Historik

### Bygge
Bron började byggas den 1 april 1939, efter att Norge och Sverige enats om brobygget över landgränsen mellan länderna. I samband med Nazitysklands invasion 9 april 1940 avbröts byggarbetet, för att återupptas i slutet av juni samma år. En sprängolycka på den svenska sidan 1942 ledde till ett nytt och denna gång längre avbrott i bygget, och det klarlades aldrig om sprängningen var ett resultat av olycka eller sabotage.
Först efter andra världskrigets slut återupptog man och färdigställde brobygget. Den färdigbyggda bron invigdes slutligen 15 juni 1946, i närvaro av Norges kung Haakon VII  och Sveriges kronprins Gustav Adolf. Bron ersatte då en färja över sundet.

### Ny bro
Den 10 juni 2005 öppnades en ny bro som då fick överta namnet Svinesundsbron. Den gamla bron fick då istället heta Gamla Svinesundsbron. Vägen var E6 till dess, men efter det kallas vägen på den svenska sidan länsväg O 1040 och fylkesvei 118 på den norska.
Mellan 1 juli 2005 och 15 mars 2021 var såväl Gamla Svinesundsbron som (Nya) Svinesundsbron avgiftsbelagda.

## Utseende och användning
Bron är smal enligt nutida svensk standard men har trottoarer på båda sidor, skyddade med vägräcken. Bron ligger ödsligt, men det finns rastplatser, turistinformation och affärer vid båda landfästena. På den norska sidan finns ett monument över femtioårsdagen av brons öppnande, med Norges och Sveriges kungars namnteckningar.
Den ökade gränshandeln av norrmän i Sverige har medfört en stor trafikintensitet på båda broarna, då ett flertal köpcentrum anlagts nära gränsen. Det bor över 150 000 personer i Norge inom 50 kilometer från bron (och bortåt två miljoner inom 150 kilometer), och de drar gärna nytta av prisskillnaderna mellan länderna.